# 1708 az irodalomban

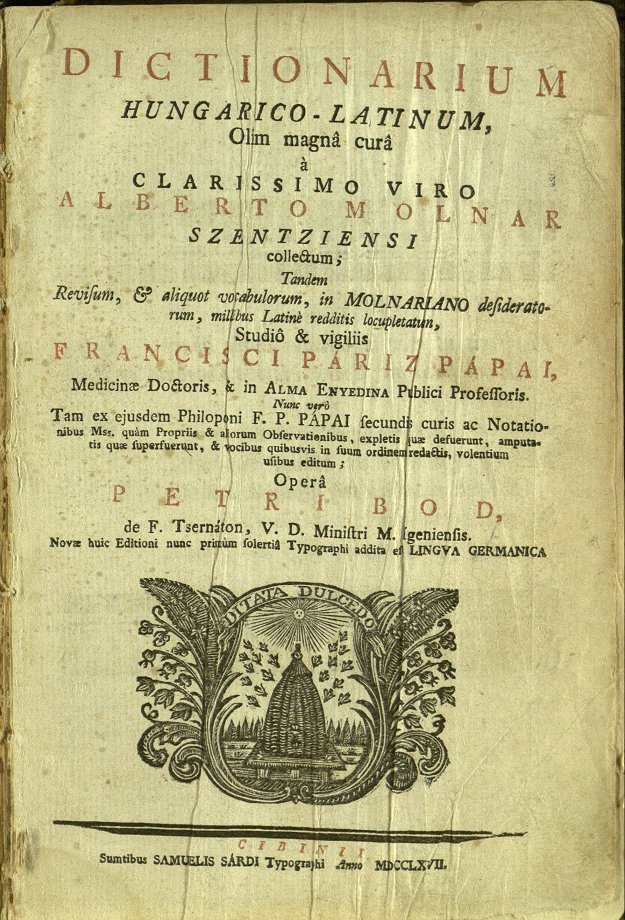
Pápai Páriz Ferenc Latin-magyar szótárának címlapja (Pozsony, 1767)

Az 1708. év az irodalomban.

## Események
- Bethlen Miklós dolgozni kezd Önéletírásán (1708–1710). „Önéletírása hatalmas előretörése a magyar barokk prózának gondolati, nyelvi-kifejezésbeli téren egyaránt.”[1]

## Új művek
- Megjelenik Pápai Páriz Ferenc Latin-magyar szótára (későbbi kiadások: Nagyszombat, 1762., Bod Péter kiadása. Szeben és Pozsony, 1767., 1772., 1801.), melynek hatása a magyar irodalmi nyelv alakulását is nagy mértékben befolyásolta.

### Színházi bemutatók
- Jean-François Regnard vígjátéka: Le Légataire universel (Az általános örökös).
- William Congreve angol drámaíró színpadi műve: The Way of the World (Így él a világ).

## Születések
- augusztus 29. – Olof von Dalin svéd költő, író, történetíró, lapkiadó († 1763)
- szeptember 21. – Antyioh Dmitrijevics Kantyemir moldáviai születésű herceg, orosz szatirikus költő, diplomata († 1744)
- október 16. – Albrecht von Haller svájci természettudós, botanikus, orvos, filozófus, emellett a felvilágosodás korának neves költője és irodalomkritikusa († 1777)

## Halálozások
- október 21. – Petrőczy Kata Szidónia, az első jelentős magyar költőnő (* 1662, vagy 1658-1659 körül)